# Nantes Challenger 1994
Il Nantes Challenger 1994 è stato un torneo di tennis facente parte della categoria ATP Challenger Series nell'ambito dell'ATP Challenger Series 1994. Il torneo si è giocato a Nantes in Francia dal 14 al 20 novembre 1994 su campi in cemento indoor.

## Vincitori

### Singolare
Jim Grabb ha battuto in finale  Anders Järryd con il punteggio di 6–2, 3–6, 6–1

### Doppio
Olivier Delaître /  Guillaume Raoux hanno battuto in finale  Dick Norman /  Greg Rusedski con il punteggio di 6–4, 7–6